# Stazione di Canosa di Puglia
Stazione di Canosa di Puglia vasútállomás Olaszországban, Puglia régióban, Canosa di Puglia településen.

## Vasútvonalak
Az állomást az alábbi vasútvonalak érintik:
- Barletta–Spinazzola-vasútvonal

## Kapcsolódó állomások
A vasútállomáshoz az alábbi állomások vannak a legközelebb: 
- Casalonga railway station